# Cryptaspidia impressa
Cryptaspidia impressa är en insektsart som beskrevs av Carl Stål. Cryptaspidia impressa ingår i släktet Cryptaspidia och familjen hornstritar. Inga underarter finns listade i Catalogue of Life.